# Бядолины (станция)
Бядолины (пол. Biadoliny) — пассажирская и грузовая железнодорожная станция в селе Бядолины-Шляхецке в гмине Дембно, в Малопольском воеводстве Польши. Имеет 1 платформу и 2 пути.
Станция была построена на линии Галицкой железной дороги имени Карла Людвига (Краков — Тарнув — Жешув — Пшемысль — Львов — Красное — Тернополь — Подволочиск) в 1856 году, когда эта территория была в составе Королевства Галиции и Лодомерии. Теперь на польском участке является ведущая к польско-украинской границе линия Краков-Главный — Медыка.